# Dywizja Forteczna Gdańsk
Dywizja Forteczna Gdańsk, Dywizja Forteczna Danzig (niem. Festungs-Division Danzig) – jedna z dywizji fortecznych III Rzeszy. Utworzona w styczniu 1945 w Gdańsku. W marcu 1945 została rozbita przez Armię Czerwoną, a jej resztki dostały się do sowieckiej niewoli. Dowodził nią generał Walter Freytag. Składała się z 4 batalionów grenadierów, 2 batalionów alarmowych, odcinka "Północ", pododcinków: "Północny Zachód", "Wybrzeże", "Zachód" i "Wschód".